# Karroochloa
Karroochloa is een geslacht uit de grassenfamilie (Poaceae). De soorten van dit geslacht komen voor in het zuiden van Afrika.

## Soorten
Van het geslacht zijn de volgende soorten bekend: 
- Karroochloa curva
- Karroochloa purpurea
- Karroochloa schismoides
- Karroochloa tenella